# Tõde ja õigus
Tõde ja õigus är en estnisk dramafilm från 2019 som bygger på första delen av AH Tammsaares roman med samma namn. Filmen producerades inför och som en del av Estlands 100-årsjubileum. Manusförfattare och regissör för filmen är Tanel Toom.
Filmen hade premiär i Estland den 20 februari 2019. Filmen mottogs mestadels positivt av inhemska kritiker och blev den mest sedda och mest inkomstbringande filmen på bio i Estland genom tiderna.
Eesti Filmiajakirjanike Ühing utsåg Tõde ja õigus årets bästa film 2019, och tilldelade den filmpriset Neitsi Maali. Filmen nominerades till Oscar för bästa utländska film och vann Satellite Awards i kategorin Internationell långfilm.

## Handling
Vargamäes nya och obönhörliga ägare måste kämpa mot hårt arbete, en irriterande granne och sin egen tro för att göra sitt bördiga och fattiga land bördigt. Och upprätta sanning och rättvisa på en plats övergiven av Gud.
Sprudlande av hopp och beslutsamhet kommer Andres med sin unga fru Krõõt för att bygga ett nytt liv på den sumpiga gården köpt på lån. Vargamäe gård måste bli en plats som tar hand om familjen. Hushållning kräver mycket arbete och envishet - en livslång kamp med naturen och ödet samt de spratt som den irriterande grannen Pearu gör. När livets ger Andres mer lidande än de efterlängtade resultaten, börjar mannen söka mer och mer desperat efter sanning och rättvisa både i domstolen, på krogen och i Bibeln, och offrar sin familj, nära släktingar och sig själv i sitt sökande. Drömmen om att Vargamäe ska blomstra och ta hand om familjen sjunker djupare och djupare in i verklighetens skugga.

## Rollista
- Priit Loog – Andres
- Maiken Schmidt – Krõõt
- Ester Kuntu – Mari
- Maria Koff – Liisi (som vuxen)
- Loora-Eliise Kaarelson – Maret (som vuxen)
- Risto Vaidla – unge  Andres (som vuxen)
- Mikk Kaasik – herdepojken Matu
- Simeoni Sundja – Juss
- Indrek Sammul – Sauna-Madis
- Marika Vaarik – Saunatädi
- Priit Võigemast – Pearu
- Liisa Aibel – Lambasihver
- Ott Raidmets – Joosep (som vuxen)
- Ott Aardam – Hundipalu Tiit
- Laura Kukk – Hundipalu värdinna
- Andres Mähar – Rava Kustas
- Peeter Tammearu – Aaseme Aadu
- Külliki Saldre – Aaseme värdinna
- Enn Lillemets – svärmor Villem
- Luule Komissarov – svärmor Elgi
- Sven Tali – Mõisa Kantsler
- Andres Lepik – kastor
- Riho Kütsar – gästgivare
- Jaanus Rohumaa – ny värdshusägare

### Galleri

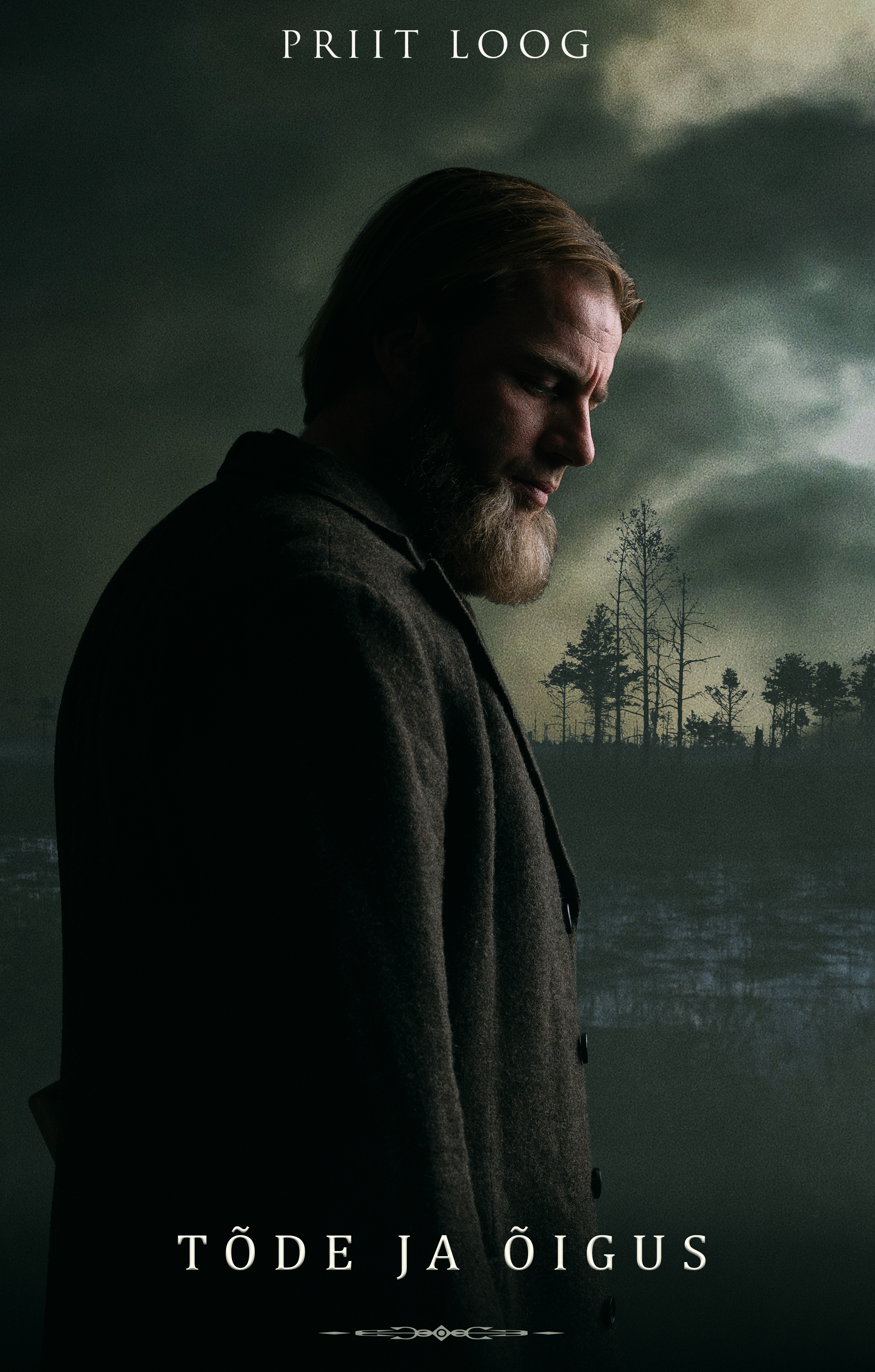
Priit Loog - Andres
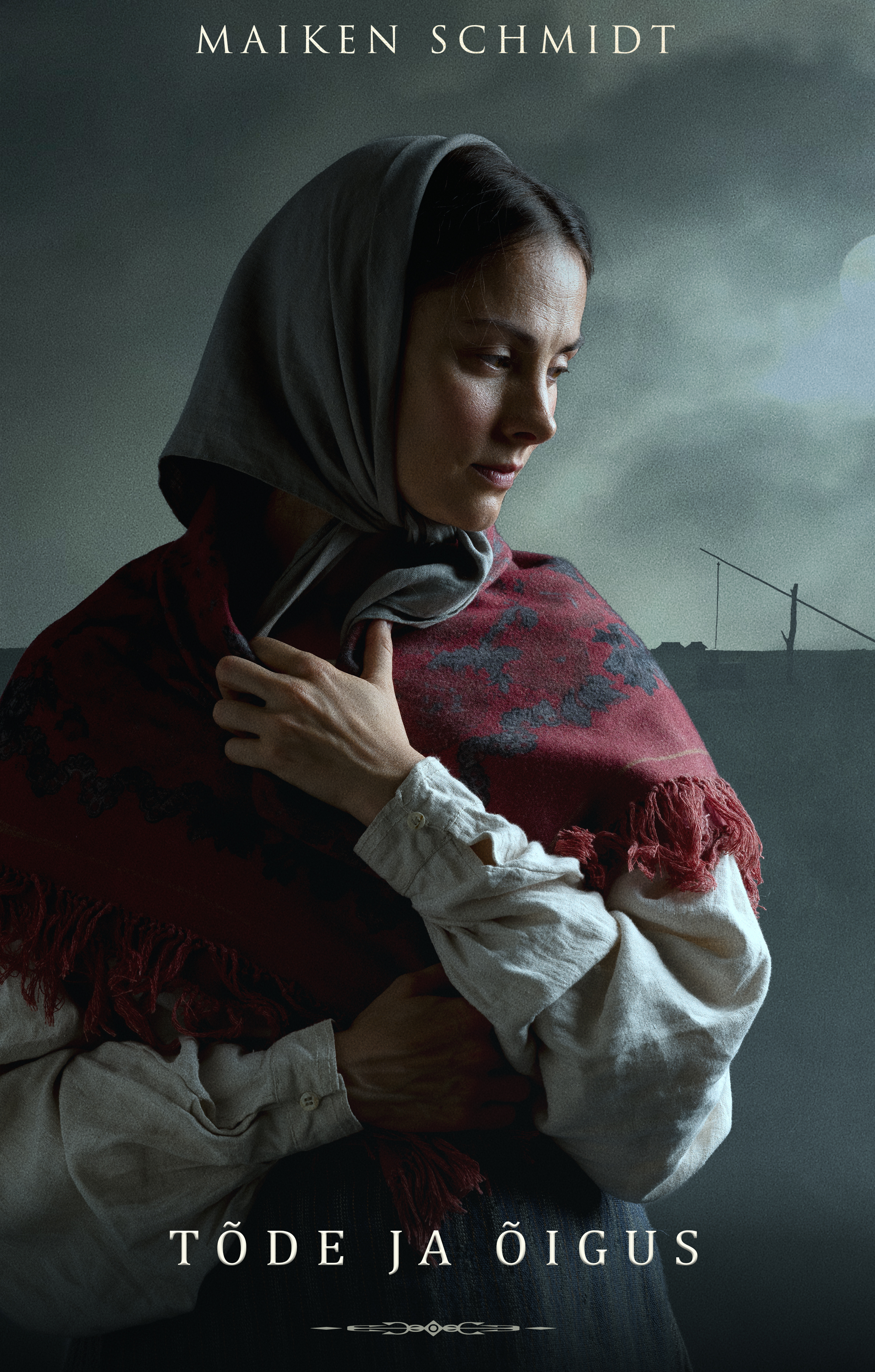
Maiken Schmidt - Kreta
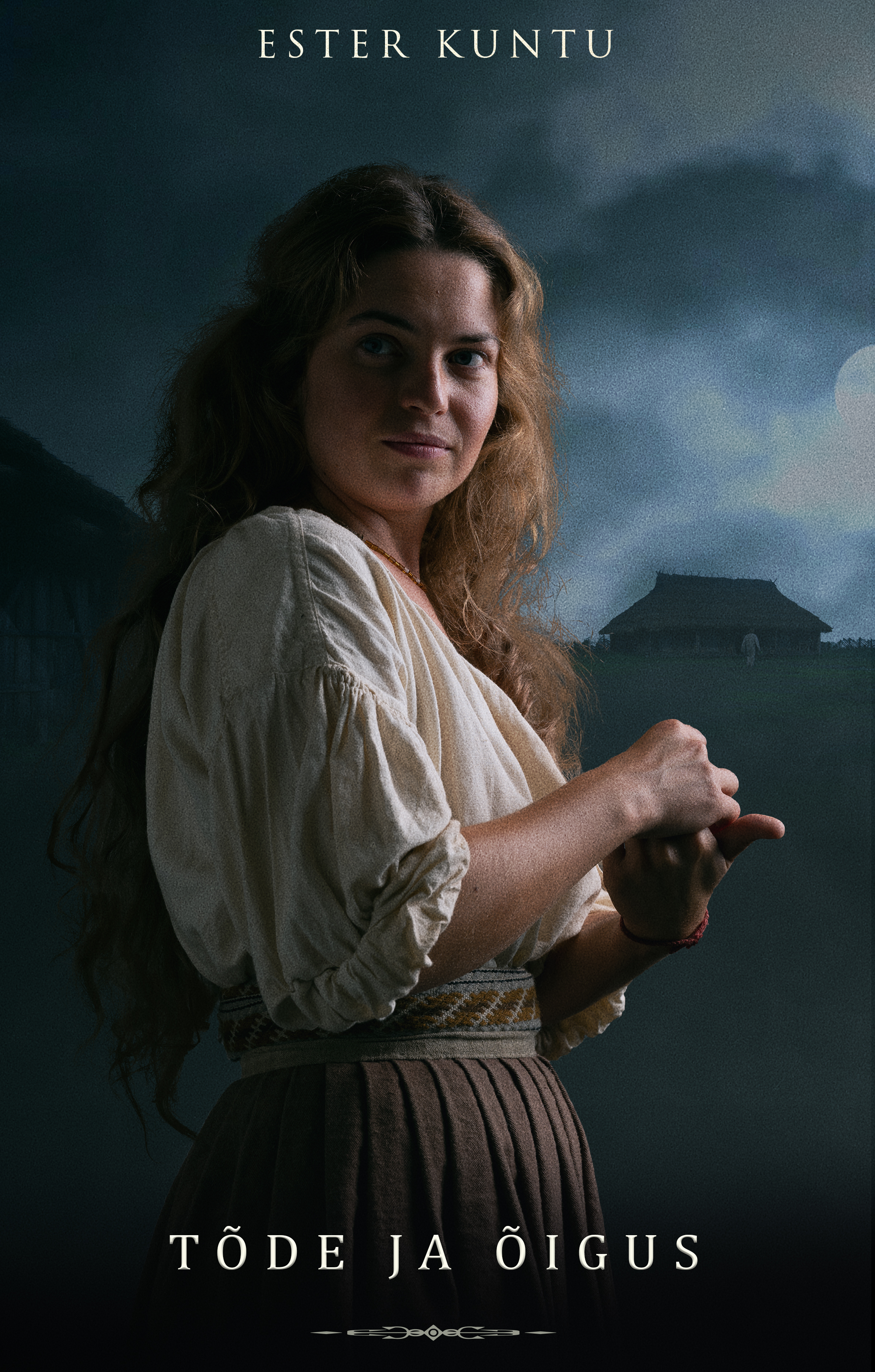
Ester Kuntu - Mari
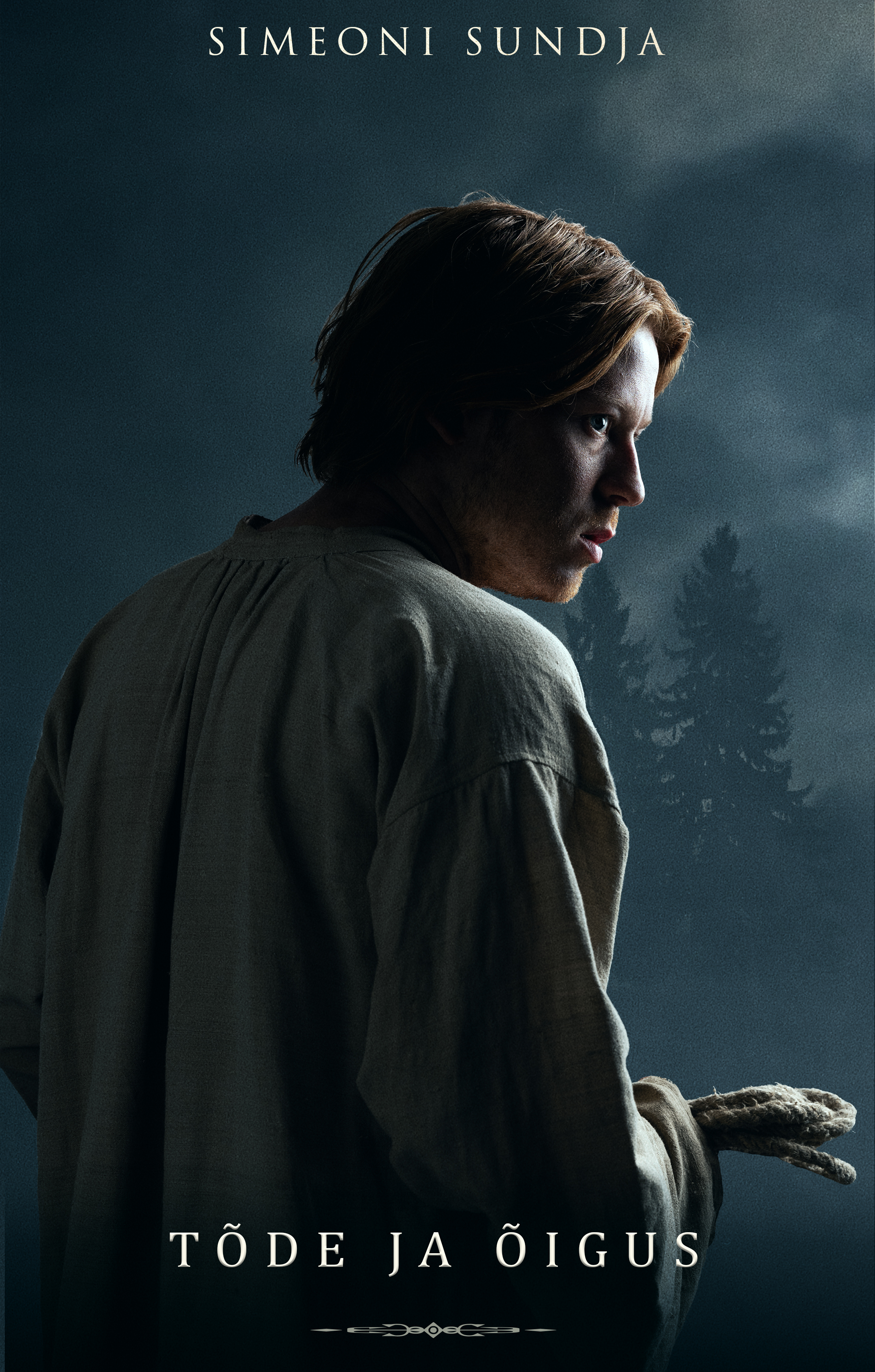
Simeoni Sundja - Juss
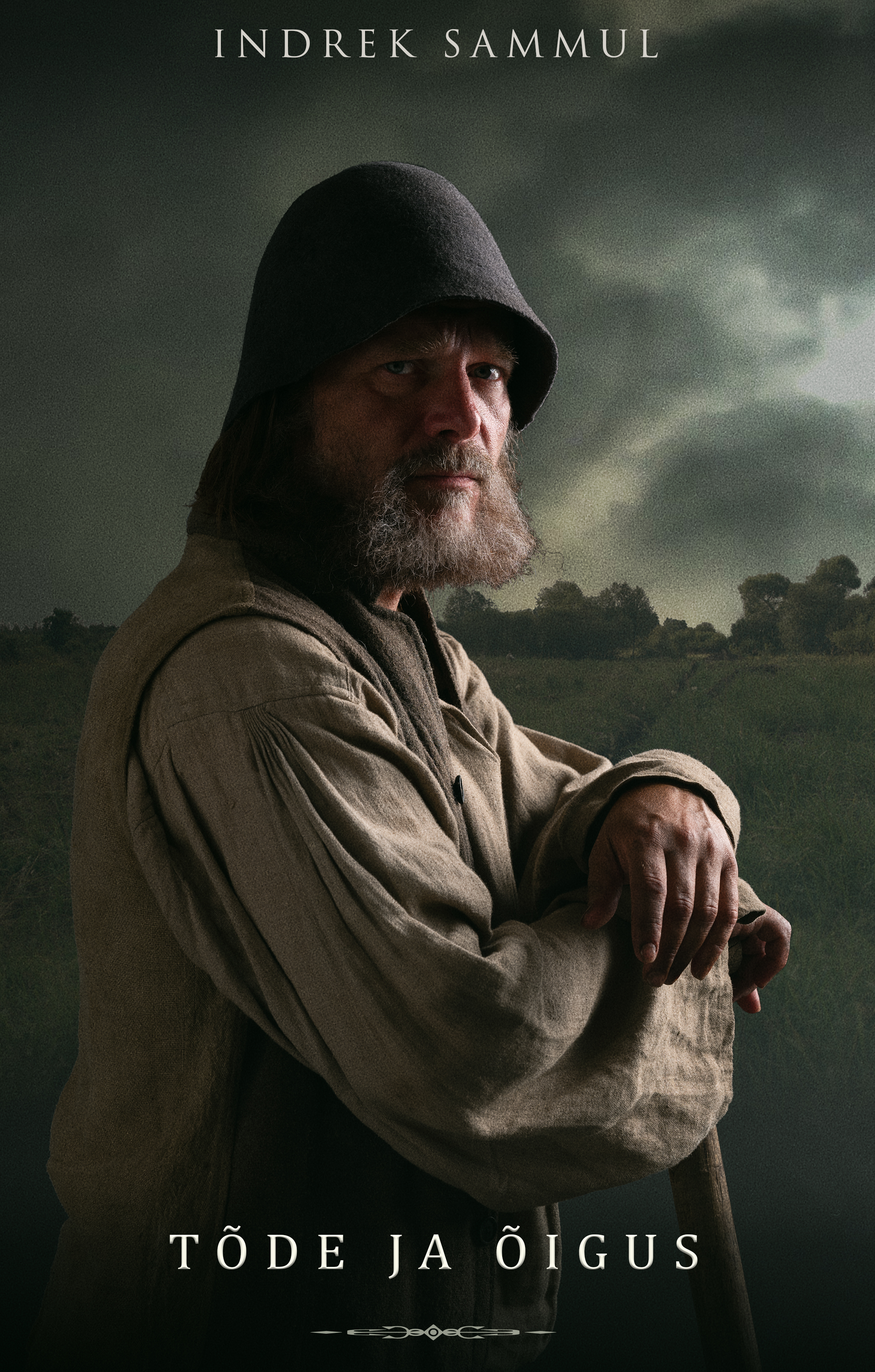
Indrek Sammul - Madis
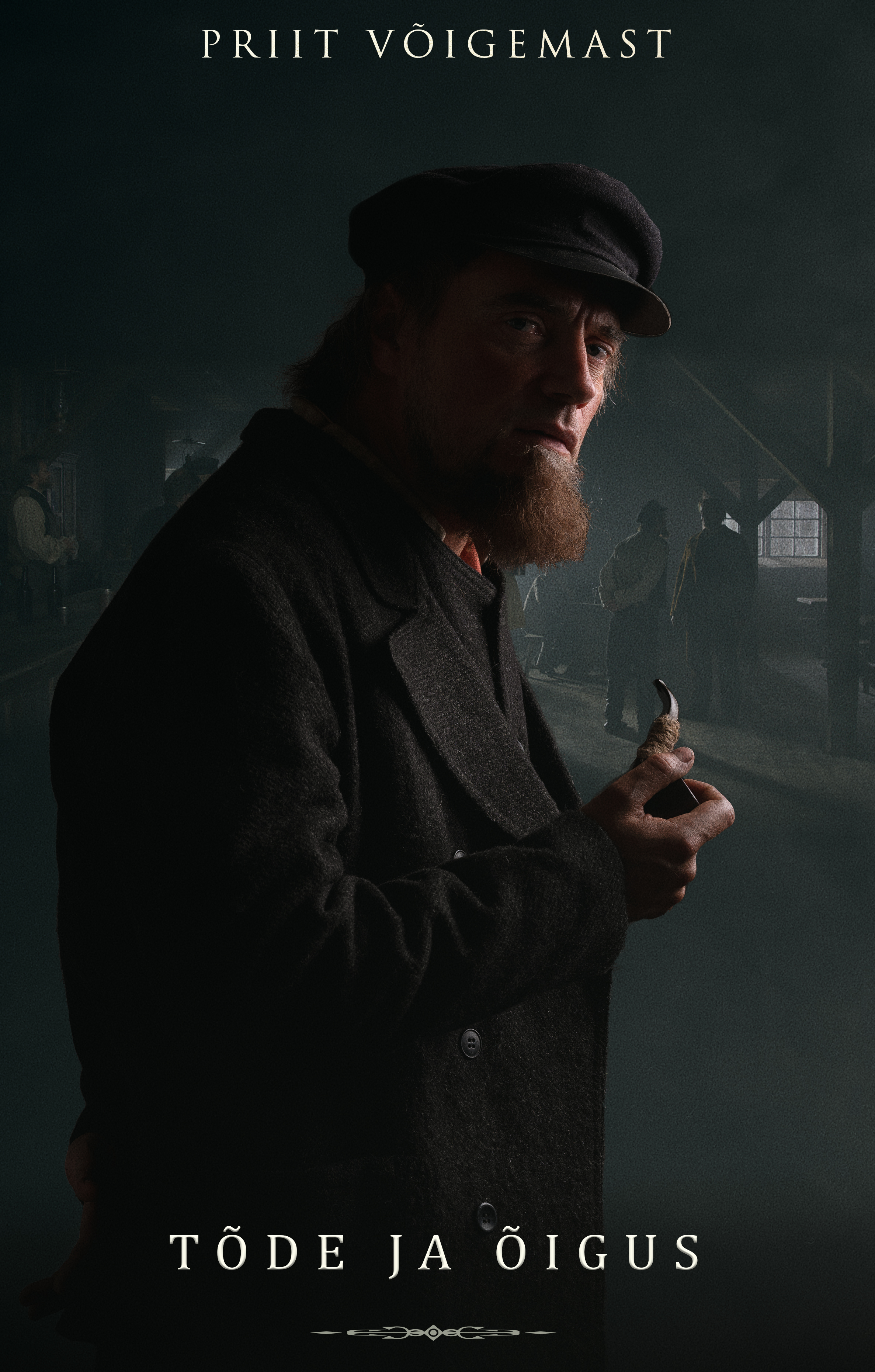
Priit Võigemast - Pearu

## Produktion
Manusets budget var på 2,5 miljoner euro, varav den estniska staten gav nästan 2,2 miljoner. Filmen fick även stöd av affärsmannen Armin Karu. Ungefär en femtedel av budgeten gick till scenografi.

### Inspelning
Filmen spelades in under ett och ett halvt år med 75 inspelningsdagar. Inspelningen började år 2017. De flesta scenerna spelades in i Vastse-Roosa, nära Mõniste i Võrumaa, där Filmi-Vargamäe byggdes. Enligt regissören var byggnaderna och landskapet på anrika Vargamäe i Järvamaa, där AH Tammsaare museum verkar, för modernt. Dussintals scener filmades på andra håll i Estland. Fasaden på huset Oru Pearu filmades till exempel på Estlands friluftsmuseum i Rocca al Mare.[källa behövs]
Det spelades in i alla årstider. Temperaturen på plats varierade från 20 grader på vintern till 30 grader på sommaren. 102 namngivna skådespelare deltog i inspelningarna, plus statister.[källa behövs]
Filmens längd är två timmar och 45 minuter. Den internationella versionen är 16 minuter kortare än den inhemska versionen. Enligt regissören klipptes inget viktigt: "Vi kände att det här är en okänd film från Estland med okända skådespelare, och längden kan vara skrämmande. Vi klippte några sekunder här och några där, men de var inte på viktiga platser."

### Filmmusik
Musiken till Tõde ja õigus skrevs av Mihkel Zilmer, men även musik av Pärt Uusbergs användes i filmen. En skiva med filmmusiken släpptes samma år, och musiken gjordes också tillgänglig gratis på alla större digitala plattformar.

## Mottagande
Den har också premiärhelgens tittarrekord med 51 239 tittare och premiärhelgrekord med 90 550 biobesökare. 11 april 2019 slog filmen rekord med en kvarts miljon biobesökare.
På mindre än en månad på bio nådde filmens biljettintäkter över en miljon euro, och filmen blev den mest sedda estniska filmen genom tiderna. Totalt sålde filmen 2019 267 588 biljetter och tjänade in 1,55 miljoner euro.
Mellan 26 maj och 15 september 2019 var det 12 hektar stora besökscentret Filmi Vargamäe öppet i byn Vastse-Roosa i Võrumaa, där Tõde ja õigus spelades in.

### Utmärkelser
- Satellite Award i kategorin bästa internationella långfilm[källa behövs]
- Eesti Filmiajakirjanike Ühing pris för årets film[21]